# Oeschebüttel
Oeschebüttel település Németországban, Schleswig-Holstein tartományban. Lakosainak száma 181 fő (2023. december 31.).

## Népesség
A település népességének változása:
| Lakosok száma | 139  | 170  | 174  | 170  | 178  | 185  | 181  |
|               | 1975 | 2014 | 2017 | 2019 | 2021 | 2022 | 2023 |